# Delitto al ristorante cinese
Série Nico Giraldi
Crime à Milan
(1980) Delitto sull'autostrada
(1982)
Pour plus de détails, voir Fiche technique et Distribution.
Delitto al ristorante cinese est un poliziottesco humoristique italien réalisé par Bruno Corbucci et sorti en 1981,. C'est le deuxième Delitto... ainsi que le huitième film mettant en scène l'inspecteur Nico Giraldi joué par Tomas Milian.

## Synopsis
À la fermeture du restaurant chinois Taitung à Rome, on découvre le cadavre d'un client, un certain Giovanni Papetti, qui d'après l'autopsie s'avère avoir été empoisonné par de l'arsenic saupoudré dans la nourriture. Ainsi, Bombolo et Ciu Ci Ciao, respectivement cuisinier et propriétaire adjoint du restaurant, se débarrassent des corps afin d'éviter les complications. L'affaire est confiée à l'inspecteur Nico Giraldi, qui a une jambe dans le plâtre, et a fait le vœu de ne plus jamais proférer de grossièretés.

## Fiche technique
Sauf indication contraire, les informations mentionnées dans cette section peuvent être confirmées par la base de données cinématographiques IMDb,  présente dans la section « Liens externes ».
- Titre original : Delitto in Formula Uno[3]
- Réalisateur : Bruno Corbucci
- Scénario : Mario Amendola, Bruno Corbucci
- Photographie : Giovanni Ciarlo
- Montage : Daniele Alabiso (it)
- Décors : Marco Dentici (it)
- Costumes : Alessandra Cardini (it)
- Musique : Detto Mariano
- Producteurs : Mario Cecchi Gori, Vittorio Cecchi Gori
- Sociétés de production : Intercapital
- Pays de production :  Italie
- Langue de tournage : italien
- Format : Couleur - 1,85:1 - Son mono - 35 mm
- Durée : 95 minutes (1h35)[3]
- Genre : Poliziottesco, comédie policière
- Dates de sortie :
  - Italie : 19 novembre 1981

## Distribution
- Tomas Milian: Nico Giraldi / Ciu Ci Ciao
- Bombolo : Bombolo
- Enzo Cannavale : Vincenzo Quagliarulo
- Olimpia Di Nardo (it) : Angela
- Giacomo Furia : Juge Enrico Arducci
- Alessio Mereo : Rocky, le fils de Nico
- Marcello Martana (it) : Commissaire Trentini
- John chen chung chu : Chan Zeng Piao
- Massimo Vanni (it) : Brigadier Gargiulo
- Sergio Di Pinto (it) : Oscaretto
- Sergio Tardioli (it) : Le policier à vélo
- Aldo Ralli (it) : L'agent de la douane
- Sophia Lombardo (it) : La secrétaire de la douane
- Anna Cardini (it) : Silvana
- Alfredo Rizzo : Le mari cocu
- Sacha Darwin : La maîtresse de Papetti
- Franco Beltramme : Giovanni Papetti
- Sandra Mantegna : La femme du juge Arducci
- Mimmo Poli (it) : Gasparotto
- Ennio Antonelli : Le poissonnier
- Peter Boom (it) : Agent du C.I.A.V.P (corps italien d'agents de sécurité privée)